# Johannaplatz (Berlin)
Johannaplatz ist eine sechseckige Gartenanlage im Berliner Ortsteil Grunewald. Sechs Straßen der umliegenden Villenkolonie Grunewald münden in den Platz.

## Geschichte
Ursprünglich wurde der Johannaplatz 1890 als Kirchplatz angelegt, eine Kirche wurde jedoch nie gebaut. Stattdessen wurde er 1898 als Grünanlage mit Laub- und Nadelbäumen gestaltet und nach Johanna von Bismarck benannt, der Ehefrau Otto von Bismarcks.
Der alte Baumbestand ist bis heute weitestgehend erhalten geblieben.

## Bebauung
Von der historischen Villenbebauung um den Platz herum existieren nur noch einzelne Gebäude. Eines davon ist die Villa des Unternehmers Erich Schrobsdorff, dem Vater der Schriftstellerin Angelika Schrobsdorff, die hier ihre Kindheit verbrachte, bis sie aufgrund der politischen Lage mit ihrer jüdischen Mutter Berlin verlassen musste.
Ende des 19. Jahrhunderts entstand an diesem Platz das nach seinem Bauherrn benannte Haus Griebenow nach Plänen und unter Bauleitung des Architekten Ludwig Otte. Es handelte sich um ein zweistöckiges Gebäude im Stil eines kleinen Palais’ aus dem 18. Jahrhundert. Es soll noch vorhanden sein.